# Estación de Bembibre
Bembibre es una estación ferroviaria situada en el municipio español de Bembibre en la provincia de León, comunidad autónoma de Castilla y León. Dispone de servicios de Larga y Media Distancia operados por Renfe.

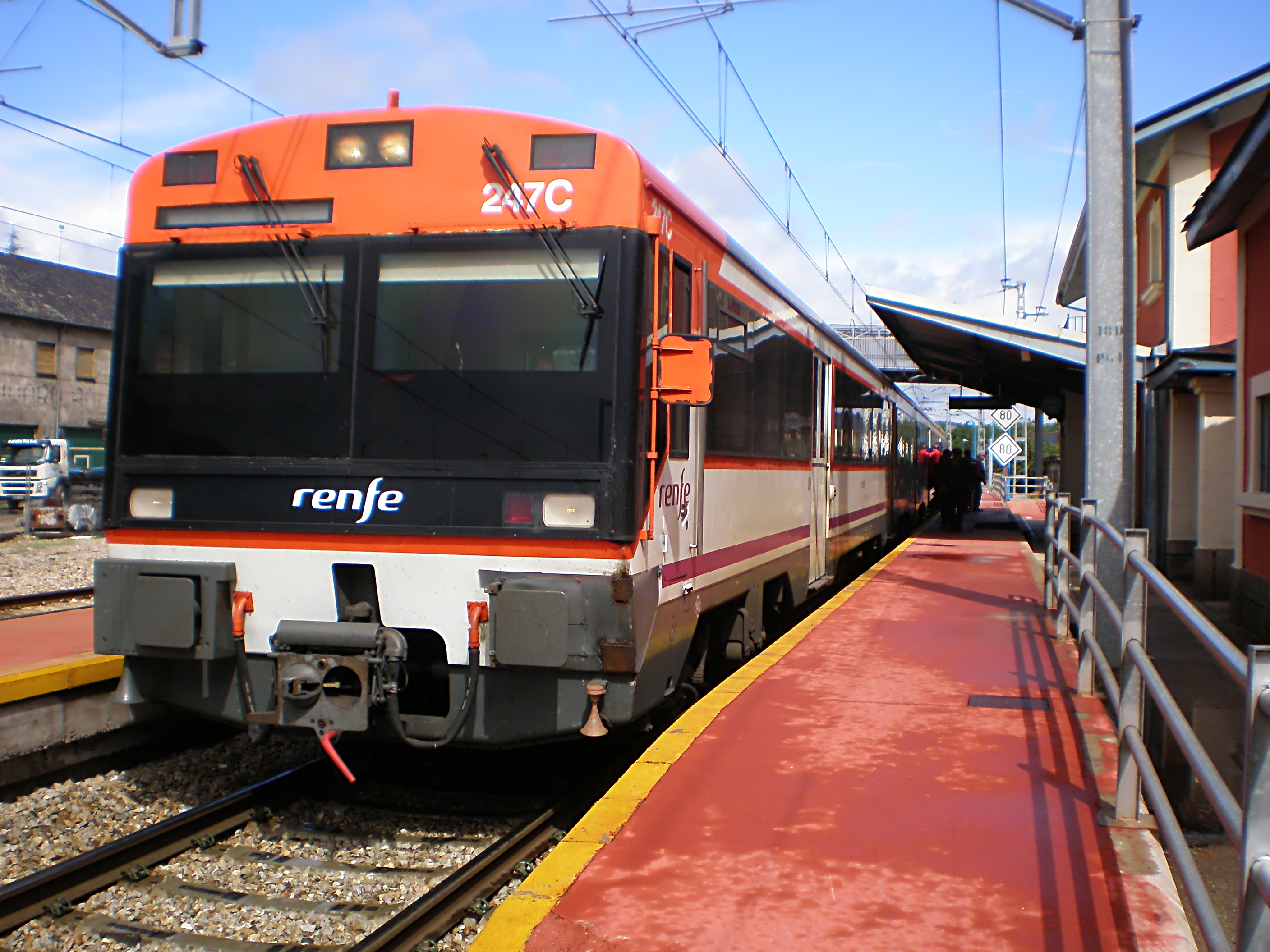
Un automotor eléctrico de la serie 470 de Renfe Operadora, que realiza un servicio Regional Ponferrada - León, efectuando su parada comercial en la estación.

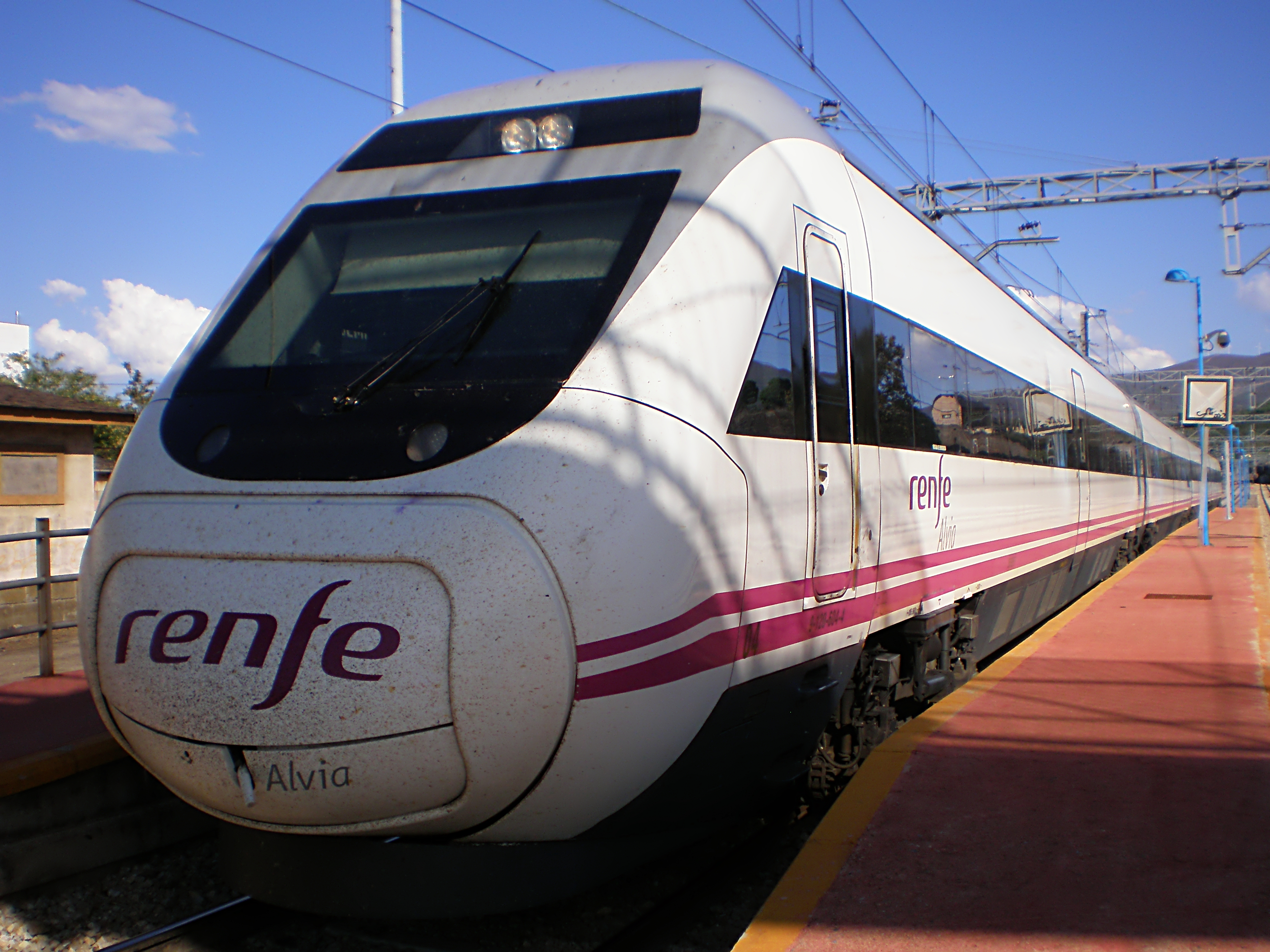
Un automotor eléctrico de la serie 120 de Renfe Operadora, que realiza un servicio Alvia Barcelona Sants - Vigo-Urzáiz, en la estación.

## Situación ferroviaria
La estación se encuentra en el punto kilométrico 232,103 de la línea férrea de ancho ibérico que une León con La Coruña a 647 metros de altitud, entre las estaciones de Torre del Bierzo y Villaverde de los Cestos. El tramo es de vía única y está electrificado.

## Historia
La estación fue abierta al tráfico el 4 de febrero de 1882 con la puesta en marcha del tramo Ponferrada-Brañuelas de la línea que pretendía unir Palencia con La Coruña. Los casi catorce años que separan la apertura de este tramo del anterior entre Brañuelas y Astorga dejan patente las dificultades encontradas para dar con un trazado cuyo desnivel fuera asumible por las locomotoras de la época. Las obras corrieron a cargo de la Compañía de los Ferrocarriles de Asturias, Galicia y León o AGL creada para continuar con los proyectos iniciados por la Compañía del Ferrocarril del Noroeste de España y gestionar sus líneas. En 1885, la mala situación financiera de AGL tuvo como consecuencia su absorción por parte de Norte. En 1941, la nacionalización del ferrocarril en España supuso la desaparición de esta última y su integración en la recién creada RENFE. 
Desde el 31 de diciembre de 2004 Renfe Operadora explota la línea mientras que Adif es la titular de las instalaciones ferroviarias.

## La estación
Se sitúa al sur de la localidad de Bembibre. El edificio para viajeros es un recinto de base rectangular, dos plantas y disposición lateral a las vías. Está cubierta con un amplio tejado de pizarra de dos vertientes. Dispone de dos andenes, uno lateral y otro central al que acceden tres vías. Solo el andén lateral cuenta con una marquesina parcial cubriendo el mismo. En los aledaños de la estación hay muelles de mercancías y zonas de carga hoy abandonadas.

### Plano de situación
| Estación y línea de ferrocarril — Pulse para mapa dinámico |

## Servicios ferroviarios

### Larga Distancia
Bembibre dispone de tráfico ferroviario de Larga Distancia con trenes que conectan la ciudad con destinos como Galicia y Cataluña. Existe un Alvia que la une con Barcelona y Vigo, y otro Alvia que conecta Astorga con Barcelona y La Coruña. También efectúan parada en la estación los servicios Intercity que realizan el recorrido entre las estaciones de Ponferrada y Madrid-Chamartín-Clara Campoamor.

### Media Distancia
Los servicios de Media Distancia de Renfe que tienen parada en la estación enlazan Astorga con las ciudades de León, Orense, Vigo, Monforte de Lemos y Ponferrada. 